# Qmusic (Flandre)
Pour l’article homonyme, voir Qmusic.
Qmusic, anciennement typographié Q-music, est une station de radio privée belge néerlandophone diffusant en Région flamande, créée en 2001 et elle diffuse généralement de la pop.
Qmusic est la plus grande station de radio commerciale en Flandre d’après les chiffres d'écoute 2015 du CIM. Qmusic détient 12,52 % du marché belge des radios néerlandophones.

## Historique
Q-music est créée le 12 novembre 2001. 
Le 12 novembre 2011, Q-music fête son dixième anniversaire. Depuis le 20 février 2012, la radio a aussi sa propre chaîne de télévision sur Telenet Digital TV.
En 2015, le nom de la station de radio est changé en « Qmusic ».
La chaîne de télévision 2BE est renommée Q2 le 28 août 2016.[réf. souhaitée]

## Identité de la station

### Logos

Logo de Q-music du 3 janvier 2011 à 31 août 2015.
Logo de Qmusic depuis 31 août 2015.

### Slogans
- de 2001 à 2015 : « Q Is Good for You »
- de 2015 à août 2019 : « You Make Us Q »
- Septembre 2019 : Q Sound Better With You

## Diffusion
Les programmes de Qmusic peuvent être captés, sur la bande FM, dans toute la région Flandre de Belgique, et aussi dans les provinces de Limbourg et de Brabant-Septentrional des Pays-Bas, soit dans les zones géographiques suivantes :
| Zone géographique      |
| ---------------------- |
| Anvers                 |
| Anvers (province)      |
| Bruges                 |
| Bruxelles              |
| Eeklo                  |
| Egem (F) Nord          |
| Gand                   |
| Genk                   |
| Herentals              |
| Heuvelland             |
| Lierre                 |
| Louvain                |
| Oostvleteren, Westhoek |
| Leeuw-Saint-Pierre     |
| Turnhout               |
| Westwesel              |
| Charleroi              |
| Liège                  |